# U.S. Post Office Hoosick Falls

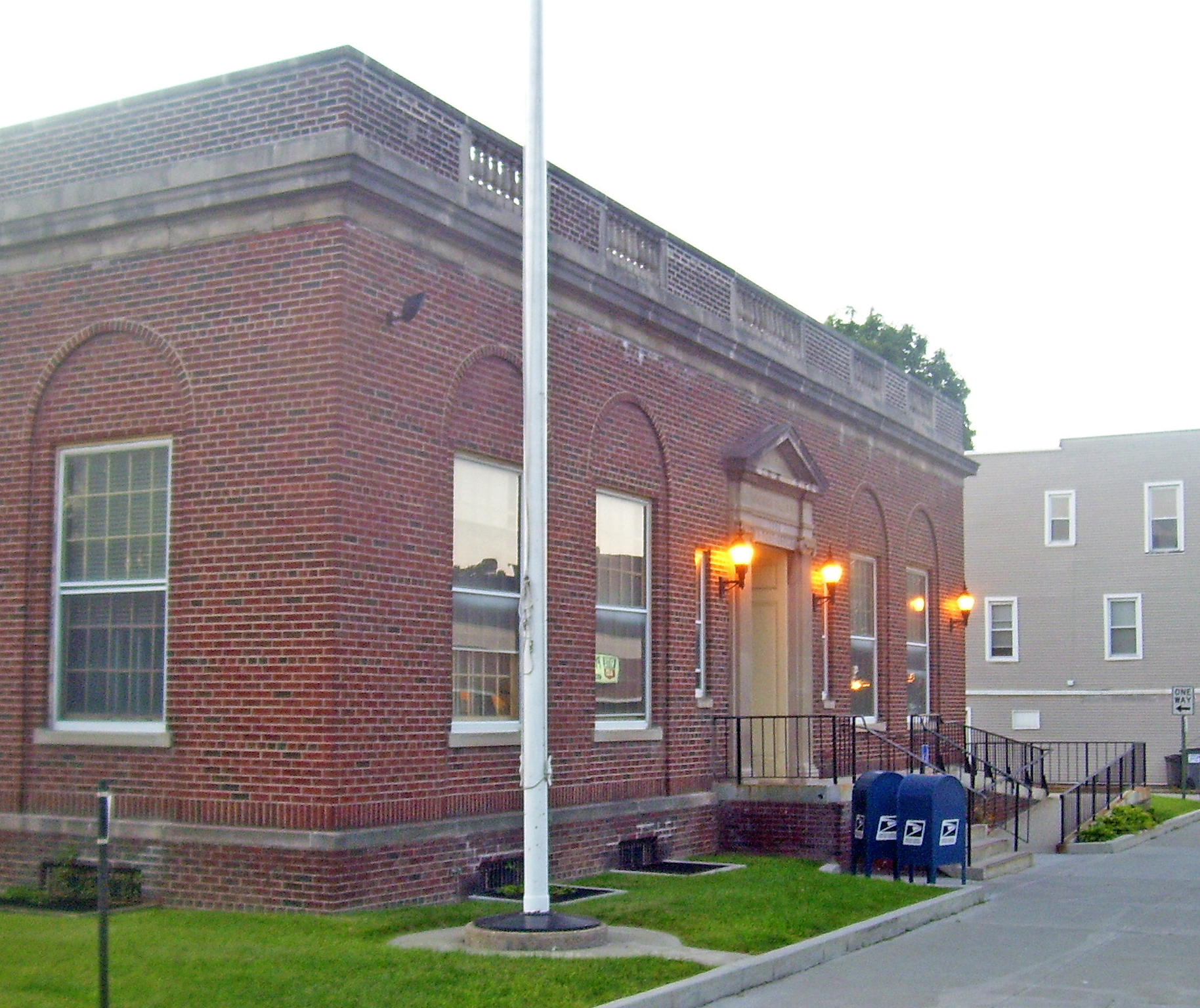
Blick auf die Ostfront und einen Teil der Südseite (2008)

Das U.S. Post Office Hoosick Falls ist die Filiale des United States Postal Service in Hoosick Falls, New York. Es befindet sich in der Main Street, nur einen Straßenblock südlich des Hoosick Falls Historic Districts. Das Gebäude aus Backsteinen wurde Mitte der 1920er Jahre erbaut und bedient den ZIP Code 12090, zu dem Hoosick Falls und umliegende Gebiet der Town of Hoosick gehören.
Nachdem die Regierung das Land erworben hatte, dauerte es noch neun Jahre, bis das Postamt gebaut und eröffnet wurde. Das Postamt ist eines von mehreren ähnlichen zu dem Zeitpunkt entstandenen Bauten in New York, es hat seine historische Integrität allerdings besser bewahrt als die übrigen. Deswegen wurde es 1988 in das National Register of Historic Places aufgenommen und ist neben dem U.S. Post Office Troy das einzige weitere Postamt im Rensselaer County, das im National Register eingetragen ist.

## Gebäude
Das Postamt befindet sich zwei Block vom Zentrum von Hoosick Falls entfernt und liegt direkt außerhalb des historischen Distrikts. Es liegt an der Westseite der Main Street, gegenüber von einer kleinen Parkanlage und dem Rathaus des Villages. Nördlich des Postamtes befindet sich ein dreistöckiges Gebäude mit gemischter Nutzung, das ein Contributing Property des historischen Distrikts ist. Südlich des Postamts, auf der anderen Seite einer kleinen Seitenstraße, steht ein kleines ursprüngliches Wohnhaus, das zu Gewerbezwecken umgebaut wurde. Westlich des Gebäudes liegt ein zugehöriger Parkplatz und östlich davon ein kleiner Rasenstreifen mit einem Flaggenmast. Das Grundstück fällt in westlicher Richtung leicht ab.
Das Gebäude ist einstöckig und umfasst in Länge und Breite jeweils fünf Joche. Es ist aus drahtgeschnittenen Backsteinen erbaut und rechteckig. Eine an der Rückseite später hinzugefügte Laderampe gilt nicht als beitragend. Das freigestellte Fundament ist ebenso aus Backsteinen gemauert. An der Dachtraufe befindet sich ein Gesims aus Kalkstein, auf dem eine ebenfalls aus Backsteinen gemauerte Brüstung sitzt. An der Vorderseite (der nach Osten gerichteten Fassade) ist diese Brüstung von Balustraden unterbrochen, die jeweils oberhalb der Fenster und des Haupteingangs angeordnet sind.
Der Haupteingang liegt in der Mitte der Ostseite und wird auf beiden Seiten von zwei großen Fenstern flankiert, die sich innerhalb von flach zurückversetzten Bögen befindet. Die Türen sind moderne doppelte Türen aus Aluminium. Sie befinden sich innerhalb des originalen hölzernen Türrahmens, der von einem Paar ionischer Kalksteinsäulen eingerahmt wird. Darüber befindet sich ein flaches Giebeldreieck, in das darunterliegende Gebälk ist die Inschrift U.S. POST OFFICE HOOSICK FALLS, N.Y. 12090 eingraviert. Zwischen dem Eingang und den großen Fenstern in den Bögen befinden sich auf beiden Seiten jeweils ein kleineres Fenster.  Stufen aus Beton und eisernem Geländer führen zum Eingang hinaus, von Norden her ermöglicht eine Rampe für Rollstuhlfahrer den barrierefreien Zugang.
Die Fenster an Nord- und Südseite haben die mittleren Joche paarweise angeordnete Fenster mit Bögen und Backsteinfensterbänken. Die Fenster in den Eckjochen sind identisch zu denen der Hauptfassade gestaltet. Kellerfenster lassen Licht in das Untergeschoss. Auf der Rückseite sind drei Fenster ursprünglich, die beiden weiteren wurden durch die später gebaute Laderampe mit Flachdach ersetzt.
Durch ein langes Vestibül gelangt man zur Schalterhalle mit den Veröffentlichungsbrettern, die nur minimal ausgeschmückt ist. Der Fußboden mit Fliesenmosaik ist weiß und hat einen grünen Rand. Die Wände haben eine hölzerne Vertäfelung, die bis zum Deckenkranz aus Gips reicht.

## Geschichte
Der Kongress der Vereinigten Staaten genehmigte 1913 den Bau des neuen Postamtes in Hoosick Falls, das während der Zeit der Industrialisierung zwischen 1880 und dem Beginn des 20. Jahrhunderts deutlich gewachsen war, weil Fabriken und Textilmühlen die Wasserkraft am Hoosic River ausnutzten, der durch den Ort strömt. Das Postamt befand sich zuvor in gemieteten Räumen an der Church Street (New York State Route 22), einen Block von der heutigen Stelle entfernt.
In der nächsten Wahlperiode gab der Kongress insgesamt 80.000 US-Dollar (inflationsbereinigt 1.254.000 US-Dollar) frei, um das Postamt zu errichten. Zunächst kaufte die Regierung 1916 das Grundstück und bezahlte dafür 13.451 US-Dollar (inflationsbereinigt 342.689 US-Dollar), doch erst sieben Jahre später, 1923, wurden die Baupläne angefertigt. Der Bau des Postamtes begann im folgenden Jahr und das neue Postamt wurde 1925 seiner Bestimmung übergeben. Der Entwurf des Gebäudes stammt den Unterlagen zufolge von James A. Wetmore, dem damaligen Chefarchitekten des United States Department of the Treasury. Wahrscheinlich stammt der Entwurf allerdings nicht von ihm, sondern von Louis A. Simon, der ihm in diesem Amt folgte und es bis zur Auflösung im Jahr 1939 ausübte.
Das Postamt in Hoosick Falls ist eines aus einer Gruppe von sechs Postämtern, die Mitte der 1920er Jahre im Bundesstaat New York gebaut wurden. Ihre Entwürfe weisen alle den deutlichen Einfluss der neoklassizistischen Architektur auf, insbesondere durch die symmetrischen Frontfassaden mit den zurückversetzten Bögen sowie die Gebälke und Balustraden zur Zierde. Zwei weiterer dieser Postämter – Owego und Waterloo – sind ebenfalls im National Register eingetragen, die übrigen drei (Cohoes, Saranac Lake und Walden) sind dies nicht. Ein ähnliches Design wurde auch beim Bau des U.S. Post Office Lyons sechs Jahre später verwendet.
Die Laderampe an der Westseite wurde 1956 hinzugefügt. Abgesehen davon wurde das Gebäude nicht wesentlich verändert.